# Îles de Godinne
Les îles de Godinne sont des îles belges situées sur la Meuse à proximité du village du même nom.
Elles sont au nombre de trois : 
- la Grande Île en amont (2ha 54a)[1];
- un îlot situé entre celle-ci et la rive droite, aussi nommé île moyenne (76a)
- la Petite Île en aval (2a);

L'ensemble, qui couvre plus de 3 ha, est une réserve naturelle domaniale, elles sont protégés par la région wallone depuis 1999 et l'accès y est interdit afin de protéger la végétation et la faune. 
Sur la Petite-Île sont présentes une aulnaie ainsi que des espèces de plantes assez rares comme l'Aconitum Vulparia ou la Lunaria Rediviva.

## Le site
De Hun à Rivière, deux méandres assez rapprochés se succent dans la course de la Meuse. A hauteur de Godinne, dans son tracé ouest-est, le fleuve traverse l'anticlinal dit de Godinne, constitué de grès et schistes emsiens et notamment les très caractéristiques grès grossiers rougeâtres ou gris foncé du faciès Burnotien. Les îles de Godinne sont situées dans la partie la plus large du cours ouest-est de la Meuse: à hauteur du Point de vue des 7 Meuses, à environ 80 mètres, à hauteur de l'église environ 120 mètres, à hauteur de la pointe aval de la Grande île à environ 230 mètres. Formées d'alluvions récentes, elles culminent à un peu plus de 85 mètres dans la portion amont de la Grande île et sont inondées en parties pendant les crues.

## Lien externe

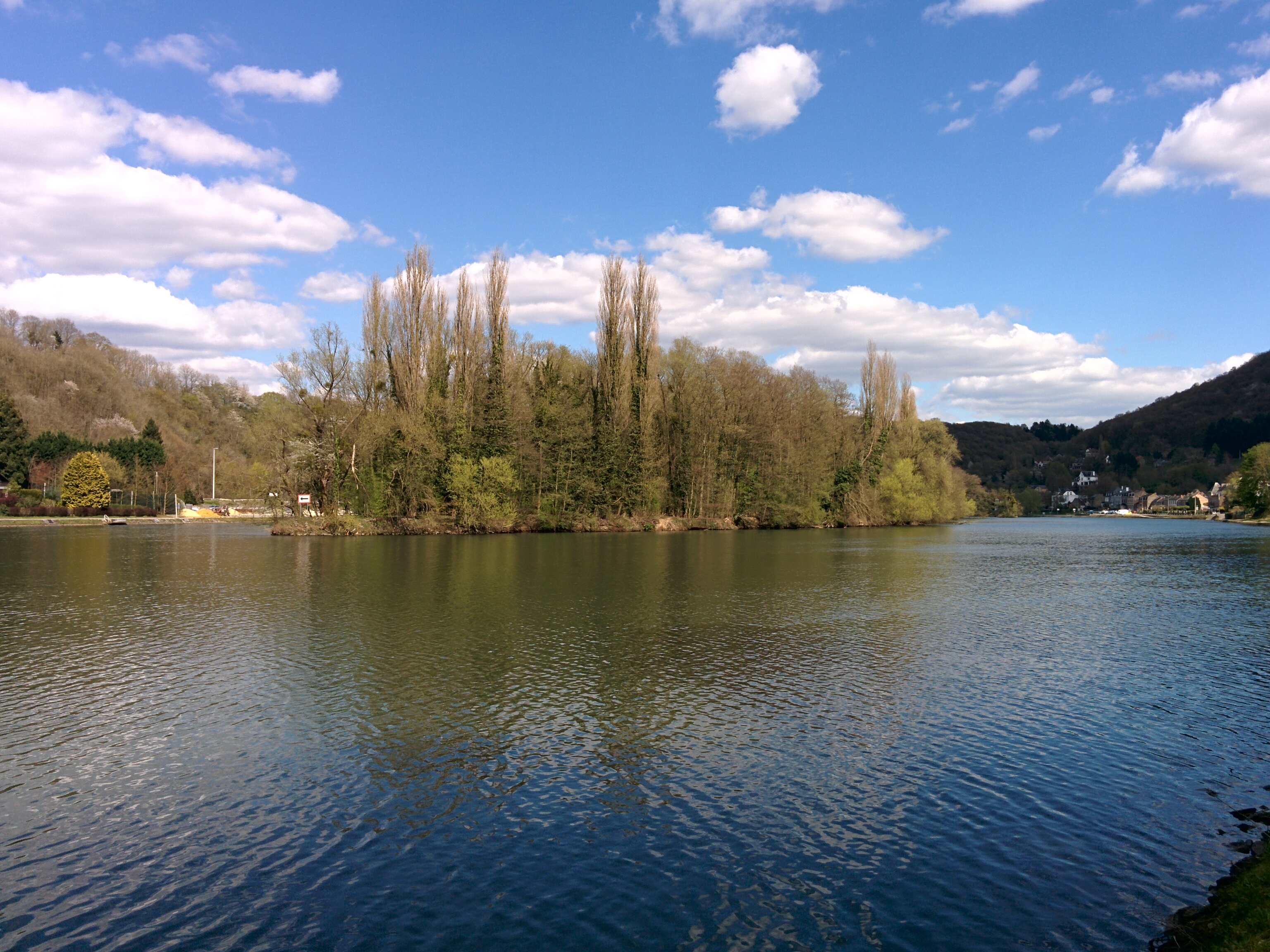
Grande Île des Îles de Godinne, en amont
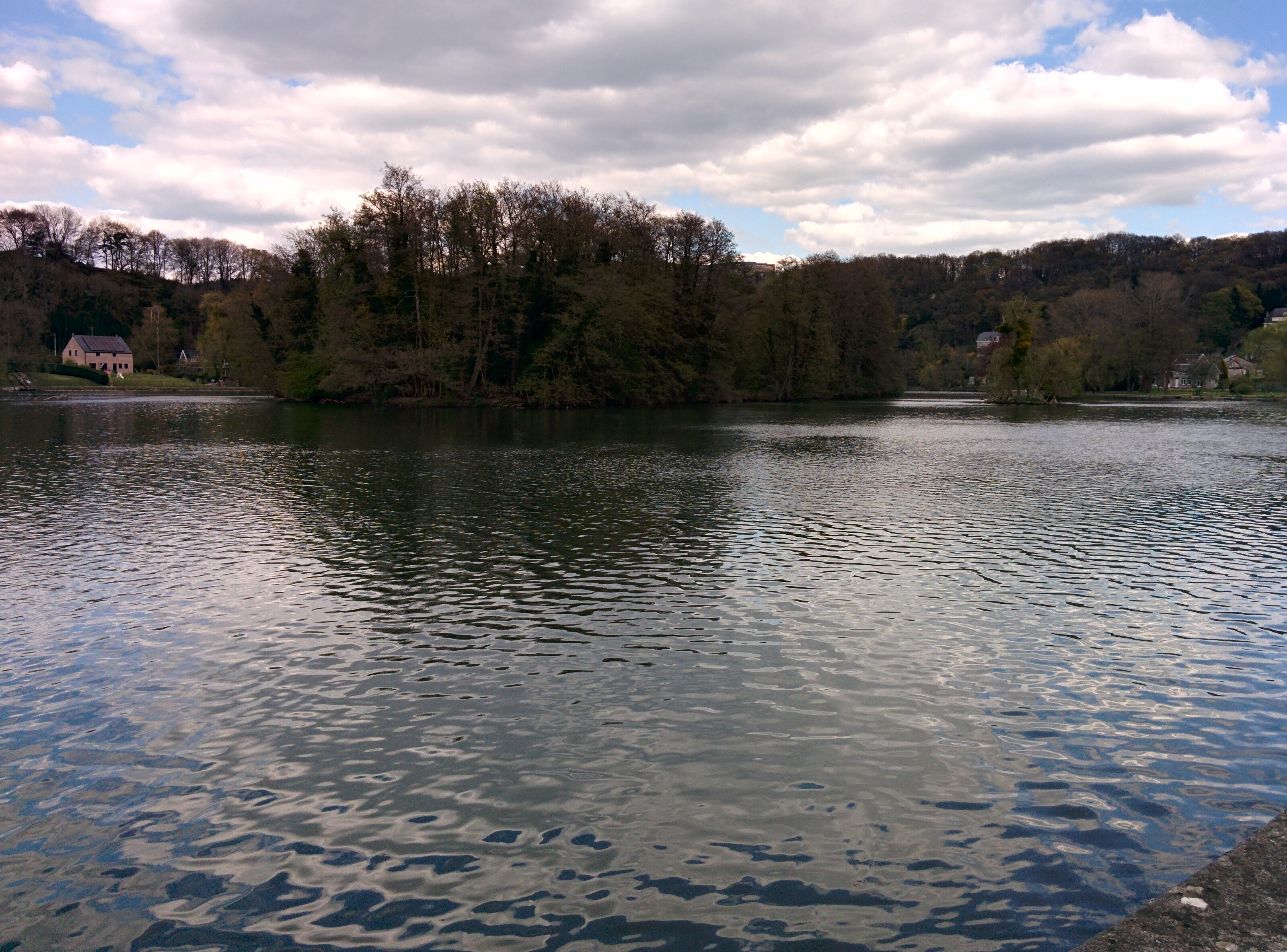
Petite Île et îlot des Îles de Godinne
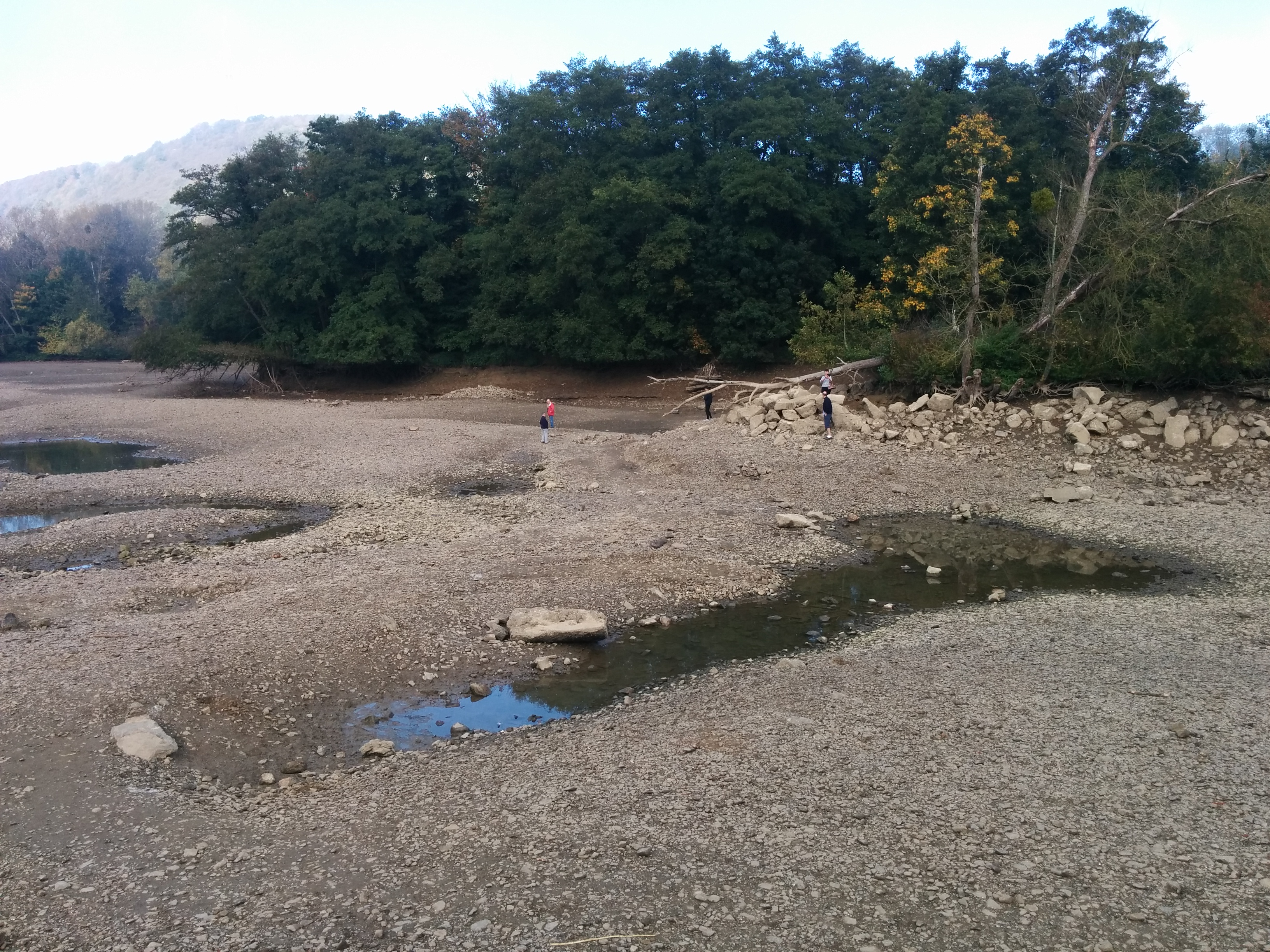
Petite Île de Godinne, lors du chômage de la Meuse de 2017
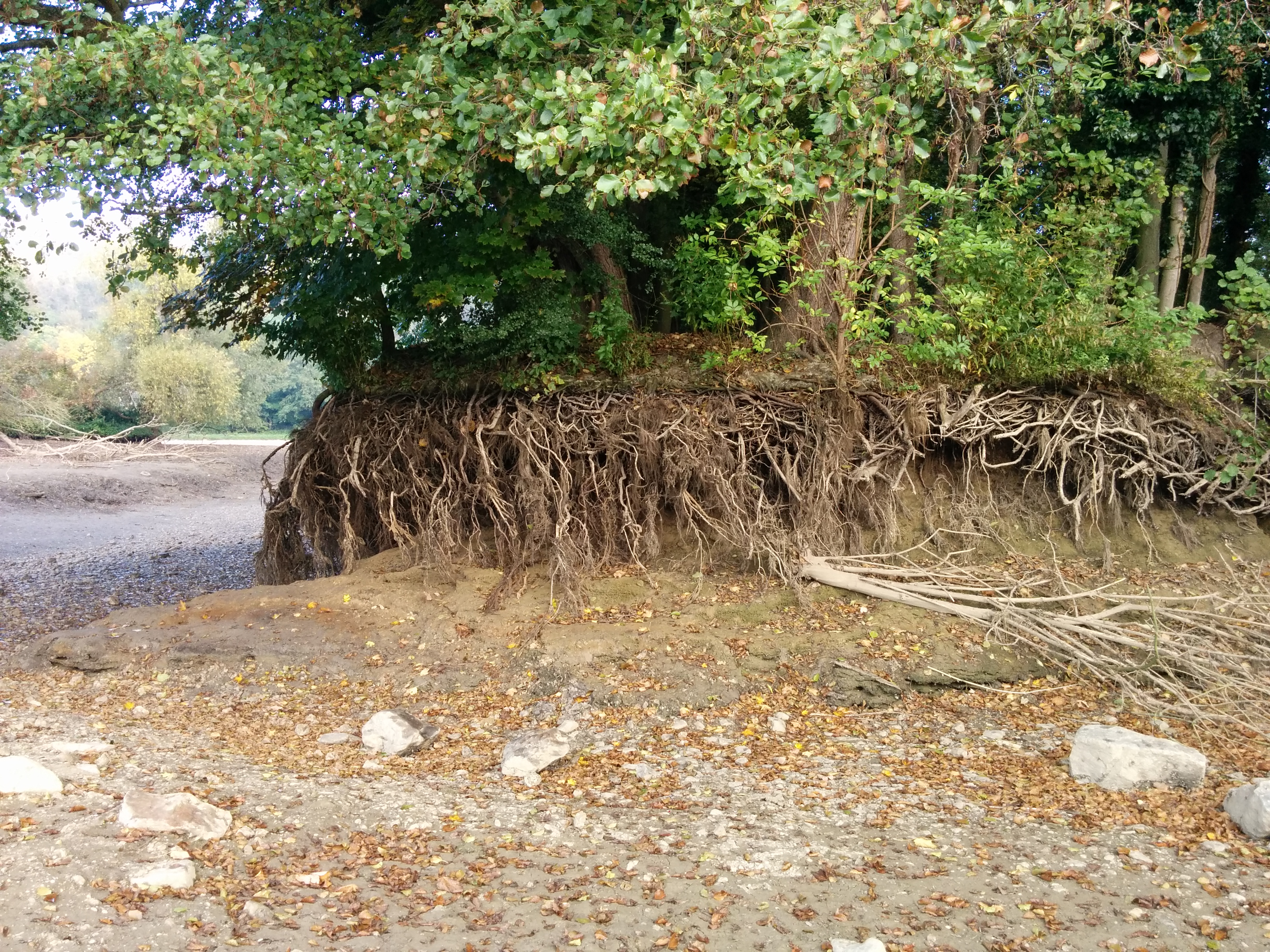
Racines sous la Petite Île de Godinne, lors du chômage de la Meuse de 2017